# Josep Sabadell i Mercadé
Josep Sabadell i Mercadé (Vila de Gràcia, 14 d'abril de 1891 - Barcelona, 7 de febrer de 1986) fou un arquitecte català, cap dels Bombers de Barcelona (1954 - 1961).

## Biografia
Aconseguí el títol d'arquitecte l'any 1917 i el mateix any entrà a treballar a l'Ajuntament de Barcelona; el desembre d'aquell any s'incorporà al Cos de Bombers com a oficial, el 1926 ascendí a sotscap, i el 1954 a cap, després de la jubilació del seu predecessor, Josep Maria Jordan i Poyatos.
El 1943 publicà el llibre Historial del Cuerpo de Bomberos de Barcelona 1379-1939 amb la col·laboració de centenars de particulars i cases comercials que li van subvencionar l'edició. També va escriure el Tratado de Extinción de Incendios, que no va arribar a publicar com a llibre, però del qual en va publicar nombrosos capítols a la revista Alarma!, editada per l'Agrupació Cultural i Esportiva de Bombers de Barcelona (ACE).
Juntament amb l'ACE va organitzar el 1r Congrés Nacional de Bombers, que es reuní a Madrid entre el 26 i el 29 de novembre de 1959, d'on va sorgir l'Asociación Española de Lucha Contra el Fuego (ASELF), de la que va ser nomenat president. El 1961 organitzà a Barcelona el 2n Congrés Nacional de Bombers.
Es jubilà el 14 d'abril de 1961, als 70 anys, i el seu successor va ser Josep Maria Jordan Casaseca, fill de l'antic cap. L'ACE el va nomenar president honorari de l'agrupació.

## Publicacions
- Sabadell i Mercadé, Josep. Historial del Cuerpo de Bomberos de Barcelona 1379-1939 (en castellà).  Barcelona: Ediciones Técnico Publicitarias, 1943.
- Sabadell i Mercadé, Josep. Focs de Bosc.  Barcelona: Rafael Dalmau Editors, 1965 (Monografies del Club Excursionista de Gràcia).